# Batesia floribunda
Pour les articles homonymes, voir Batesia.
Genre
Espèce
Batesia floribunda est une espèce de plantes à fleurs dicotylédones de la famille des Fabaceae, sous-famille des Caesalpinioideae. C'est un arbre originaire d'Amérique du Sud. C'est l'unique espèce acceptée du genre Batesia (genre monotypique).